# Perisoreus internigrans
El arrendajo de Sichuán (Perisoreus internigrans) es una especie de ave paseriforme de la familia Corvidae endémica de China. Habita en las montañas al oeste de China. Almacena alimentos y vive a lo largo de todo el año en territorios permanentes en bosques de coníferas.

## Distribución y hábitat
Su hábitat natural son los bosques montanos húmedos subtropicales o tropicales.
Se encuentra amenazado por pérdida de hábitat.